# Tuba Skinny
A Tuba Skinny amerikai tradicionális New Orleans-i zenét játszó dzsesszegyüttes.

## Pályakép
A New Orleans-i együttest Shaye Cohn alapította 2009-ben. A zenekar tagjai játszanak kürtön, klarinéton, harsonán, tubán, bendzsón, gitáron, mosódeszkán és énekelnek. Az együttes az 1920-as, 1930-as évek korai dzsessz-, ragtime- és blueszenéjét eleveníti föl. Repertoárjuk több mint 300 dal, köztük számos saját szerzemény is.
Vándorzenészként kezdték. Mára már szerte a világon fellépnek, többek között Mexikóban, Svédországban, Ausztráliában, Olaszországban, Franciaországban, Svájcban, Spanyolországban; különböző helyeken tartott zenei fesztiválokon. A zenekarnak majd minden tagja szerepel más formációkban is.
A zenekar népszerűsége a YouTube-on: több mint 1700 különböző videó, több százezer megtekintés. Az együttesnek nincs hivatalos YouTube-oldala, szinte az összes felvett anyagot a rajongói készítették, akik szerint könnyed, nyíltszívű, szórakoztató, fiatalos hangulatú a zenéjük, ami hitelesen adja vissza a korai dzsessz vidám, szabad és nyílt hangulatát.
Nagyon sokan jönnek ide, New Orleansba anélkül, hogy elvárták volna tőlünk ezt, amit ma csinálunk, de minden arra késztetett, hogy maradjunk meg a város gazdag zenei örökségénél. Az ország különböző részeiről származunk, de szeretettel és tisztelettel osztjuk itt meg ezt a zenét.

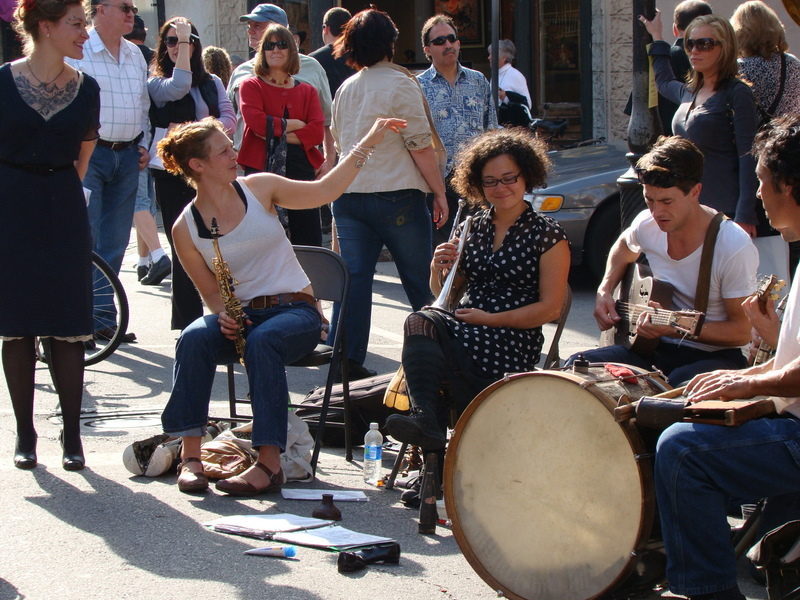
Shaye Cohn, a zenekar vezetője
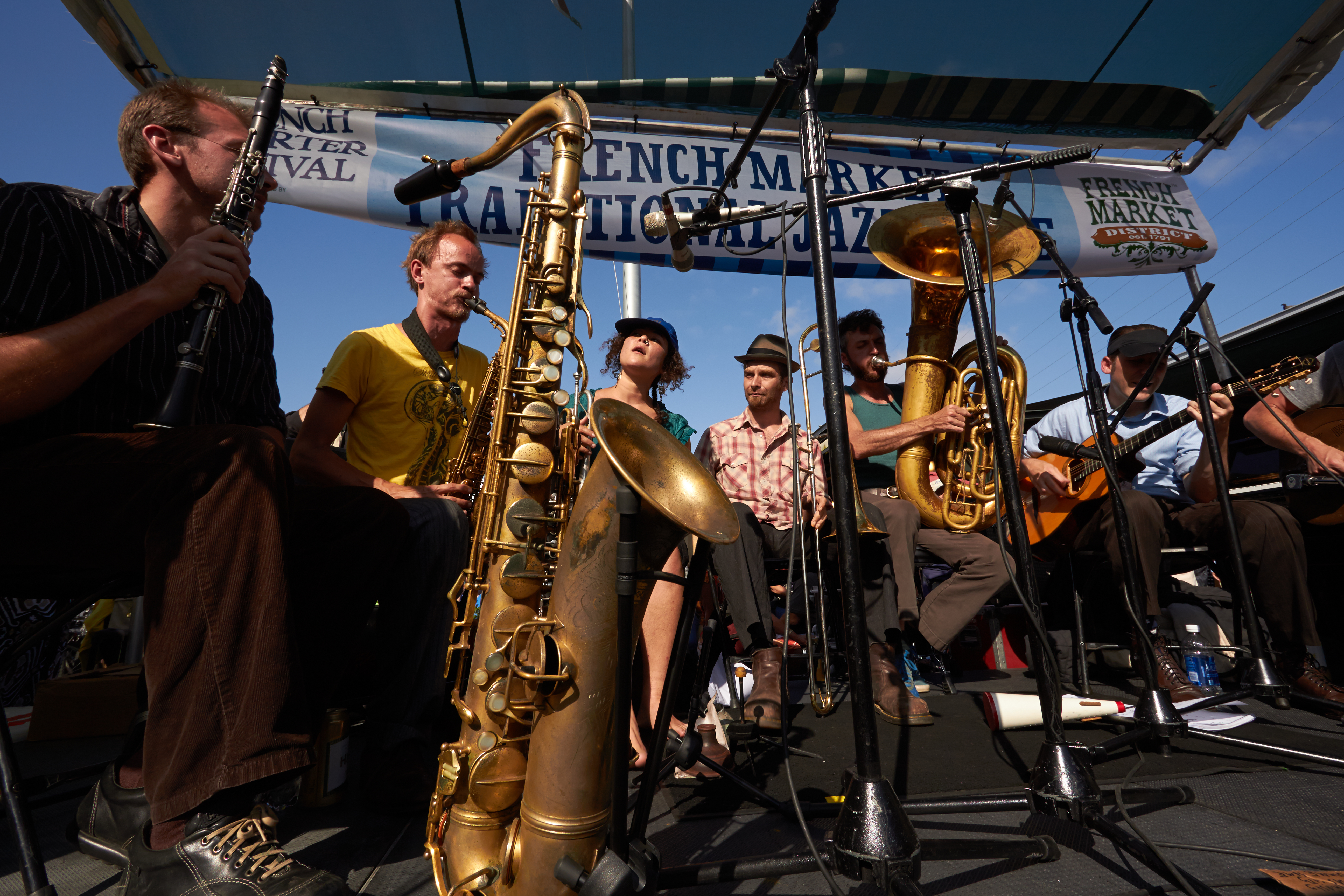
Todd Burdick
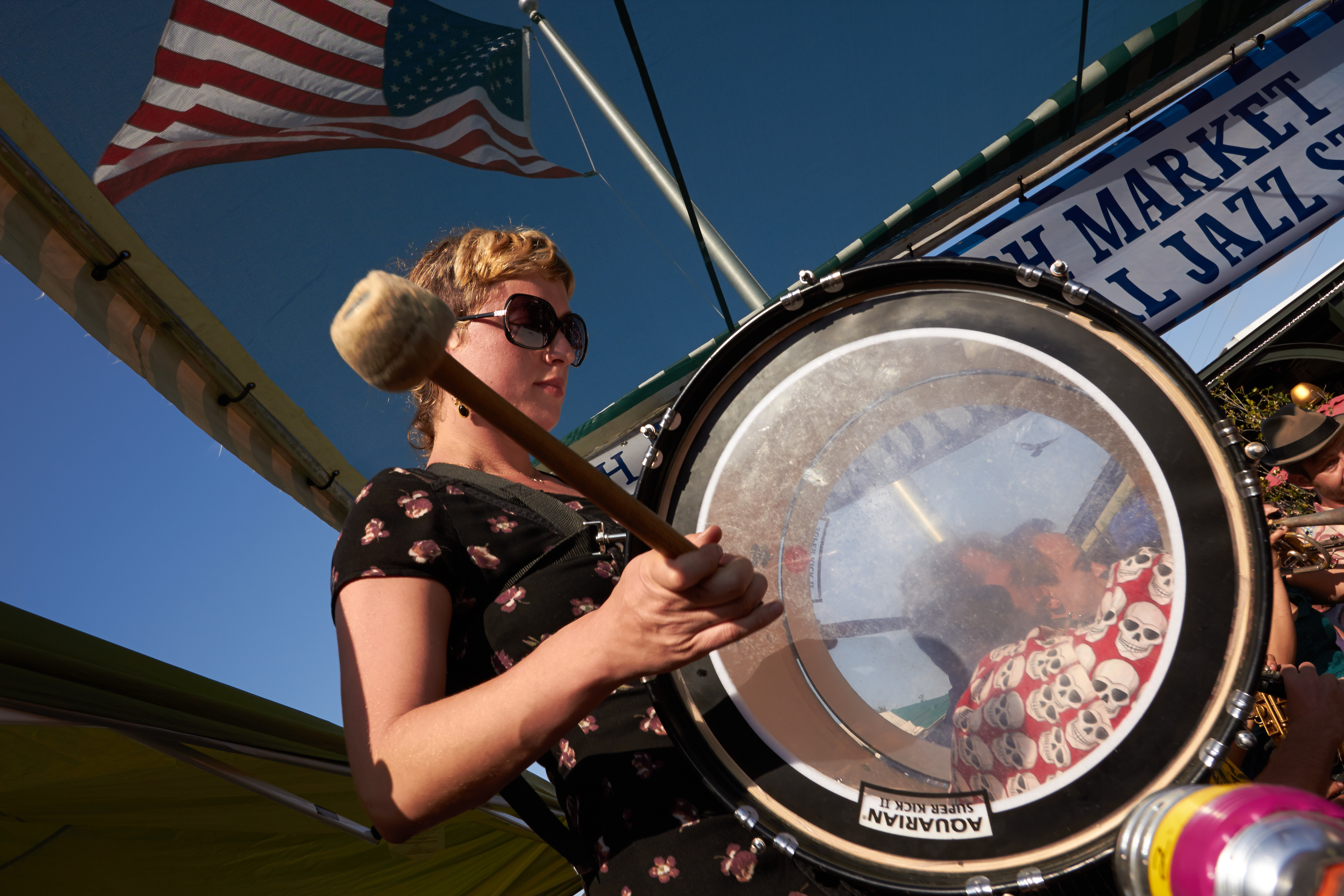
Erika Lewis ének, basszusdob
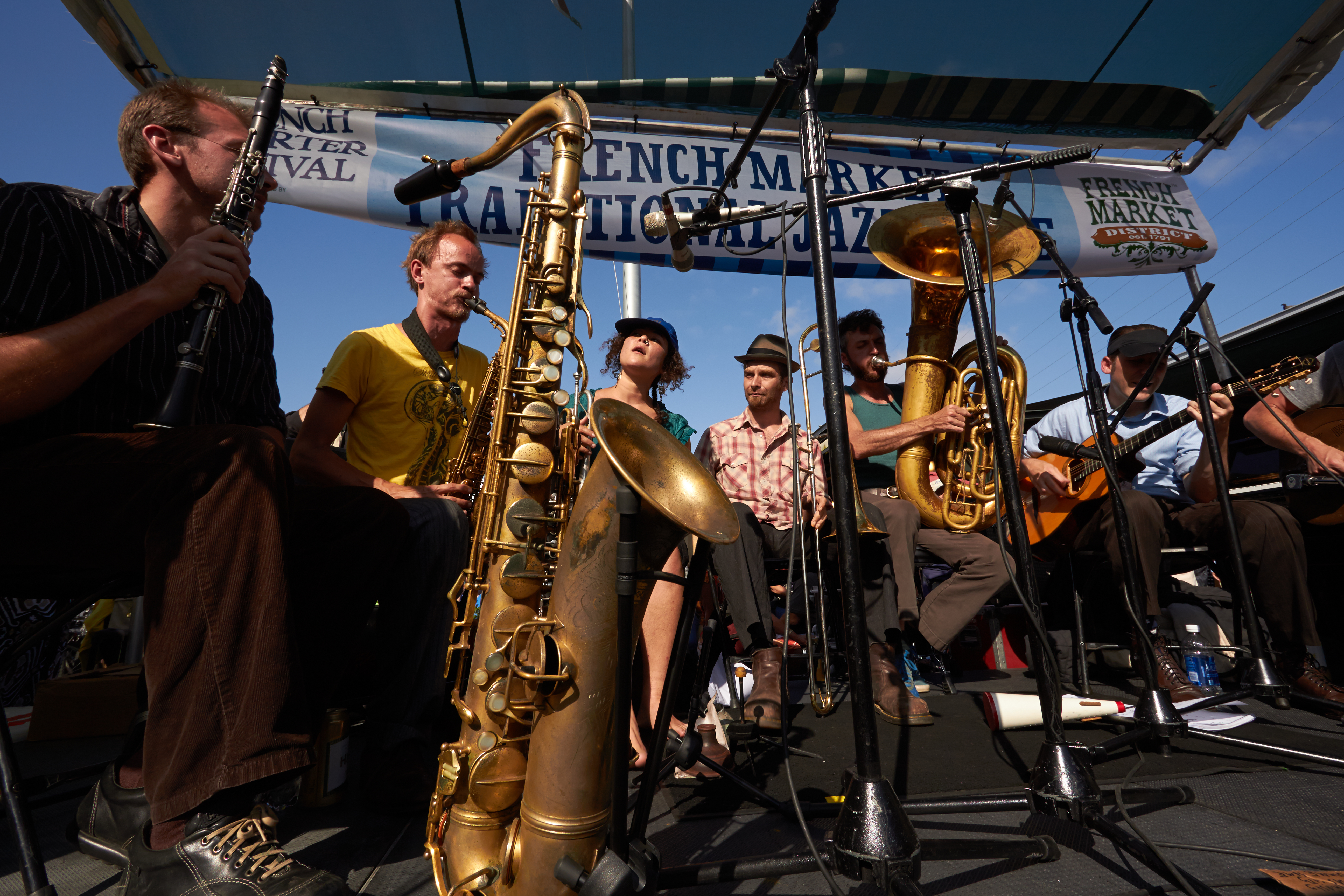
Barnabus Jones

## Lemezek
- Tuba Skinny (2009)
- Six Feet Down (2010)
- Garbage Man (2011)
- Rag Band (2012)
- Pyramid Strut (2014)
- Owl Call Blues (2014)
- Blue Chime Stomp (2016)
- Tupelo Pine (2017)
- Nigel's Dream (2018)
- Some Kind-a-Shake (2019)
- Quarantine Album (2020)[1]
- Mardi Gras EP (2021)
- Maria Muldaur & Tuba Skinny: Let's Get Happy Together (2021)

A Tuba Skinny szerepelt a Miss Fisher rejtélyes esetei c. tévésorozatban (Music From the Second Series; 2013) és felvillant az HBO Treme című sorozatában is.

## Tagok
Az évek során sok zenész és énekes volt tagja hosszabb-rövidebb ideig a zenekarnak:
- Shaye Cohn: kornett, hegedű, zongora, tangóharmonika, bendzsó, pozan, kanalak, ütősök
- Craig Flory: klarinét, szaxofon
- Barnabus Jones: harsona (pozan), kornett, bendzsó, hegedű, gitár, ének
- Jason Lawrence: bendzsó, gitár
- Max Bien-Kahn: rezonátoros gitár, bendzsó
- Erika Lewis: ének, basszusdob
- Robin Rapuzzi: mosódeszka (washboard), ütősök
- Gregory Sherman: ének, gitár, harmonika, bendzsó
- Todd (Winfield Newton Burdick III): tuba

## Díjak
- 2023: 5th Annual Arhoolie Awards